# أديل بالمر
أديل بالمر (بالإنجليزية: Adele Palmer)‏ هي مصممة أزياء تقليدية أمريكية، ولدت في 21 أكتوبر 1915 في سانتا آنا في الولايات المتحدة، وتوفيت في 1 يوليو 2008 في سانتا باربارا في الولايات المتحدة.

## وصلات خارجية
- أديل بالمر على موقع IMDb (الإنجليزية)
- أديل بالمر على موقع ألو سيني (الفرنسية)
- أديل بالمر على موقع أول موفي (الإنجليزية)
- أديل بالمر على موقع قاعدة بيانات الأفلام السويدية (السويدية)
- أديل بالمر على موقع قاعدة بيانات الفيلم (الإنجليزية)
- أديل بالمر على موقع كينوبويسك (الروسية)